# Wanlessia denticulata
Wanlessia denticulata là một loài nhện trong họ Salticidae.
Loài này thuộc chi Wanlessia. Wanlessia denticulata được Peng, Tso & Li miêu tả năm 2002.